# Bouillonville
Bouillonville település Franciaországban, Meurthe-et-Moselle megyében. Lakosainak száma 146 fő (2022. január 1.). Bouillonville Euvezin, Pannes, Thiaucourt-Regniéville és Beney-en-Woëvre községekkel határos.

## Népesség
A település népességének változása:
| Lakosok száma | 102  | 76   | 80   | 103  | 134  | 147  | 156  | 151  | 149  | 146  |
|               | 1968 | 1982 | 1990 | 2006 | 2013 | 2015 | 2017 | 2019 | 2020 | 2022 |